# Vladimír Kruliš
Vladimír Kruliš (* 27. října 1981 Brno) je český úředník a bývalý politik. Je ředitelem sekce kancelář v České národní bance. Do září 2023 zde pracoval jako hlavní expert v oblasti organizační a protokolu. Téměř celou předchozí dekádu do března 2023 pracoval na Pražském hradě jako ředitel Odboru protokolu Kanceláře prezidenta republiky a byl jedním z nejbližších spolupracovníků prezidenta České republiky Miloše Zemana, se kterým se zná už od roku 2009. Je vystudovaným doktorem ekonomie, studium zakončil v roce 2017. Pro Miloše Zemana jako manažer organizoval nejen petiční kampaně pro přímou volbu prezidenta (2011), která přinesla nejvíce podpisů v historii (přes 100 000 podpisů), zorganizoval také petici pro jeho kandidaturu (více než 105 000 podpisů) a jako šéf celé Zemanovy prezidentské kampaně (2012) také prokázal mimořádné manažerské a organizační schopnosti, které Miloše Zemana vynesly na Pražský hrad.
Ve své funkci v Kanceláři prezidenta republiky měl na starosti kompletní protokolární agendu prezidenta republiky, organizaci všech ceremoniálních aktů, návštěv, zahraničních i vnitrostátních cest, vlajkovou výzdobu, rozpočty činnosti a jejich plnění, koordinaci s bezpečnostními složkami (policie) a armádou. Odbor protokolu, jejž vedl, zajišťuje protokolární a organizační věci spojené s výkonem pravomocí prezidenta republiky, stanovených Ústavou České republiky, jinými ústavními zákony a zákony s protokolárními povinnostmi a veřejnou činností prezidenta republiky. Při plnění těchto úkolů spolupracuje s Poslaneckou sněmovnou, Senátem, Úřadem vlády, ministerstvy a ostatními správními úřady, orgány územní samosprávy, policií, armádou a s příslušnými útvary KPR.
Kruliš je držitelem druhé nejpřísnější bezpečnostní prověrky udělované Národním bezpečnostním úřadem na stupeň Tajné („T“), bezpečnostní prověrku na jeden z nejpřísnějších stupňů „NATO Secret“ získal také od Severoatlantické aliance (NATO).
Je členem České vexilologické společnosti, zabývá se symbolikou vlajek, praporů a standart. Propaguje správnou vlajkovou etiketu a pravidla o užívání a používání vlajek. Je spolumajitelem společnosti Moderní etiketa s.r.o., kde mimo přednáškové a publikační činnosti také provozuje bezplatnou poradnu v oblasti protokolu, etikety a diplomacie. Od března 2013 do března 2014 byl místopředsedou a tiskovým mluvčím Strany Práv Občanů.[zdroj?]
Po konci druhého mandátu prezidenta republiky Miloše Zemana nastoupil k dubnu 2023 do České národní banky na pozici hlavního experta na organizaci a protokol. V září 2023 pak zvítězil ve výběrovém řízení a byl bankovní radou jmenován do pozice ředitel sekce kancelář.
Je držitelem zbrojního průkazu, dlouhodobě podporuje legální držení zbraní, vlastní pistoli z české produkce ČZ ráže 9 mm.
V březnu 2024 Hospodářské noviny uvedly, že jeho měsíční mzda v České národní bance činí 275 460 Kč, což je více, než je základní plat předsedy vlády ČR.

## Život
Vladimír Kruliš se narodil v Brně, pochází z rodiny výtvarnice Aleny Krulišové a emeritního rektora Západomoravské vysoké školy Třebíč, doc. Ing. Petra Kruliše, CSc.
Vystudoval v Brně německé gymnázium a v roce 2007 úspěšně absolvoval v magisterském stupni studia marketingu a médií na Univerzitě Tomáše Bati ve Zlíně. V roce 2017 na Fakultě managementu a ekonomiky UTB ve Zlíně dokončil doktorský studijní program a získal doktorský titul Ph.D. Trvalé bydliště a byt má stále ve Zlíně.
Prezident republiky Miloš Zeman o něm v lednu 2023 prohlásil: „Vladimír Kruliš je nejlepší manažer, jakého jsem v životě potkal, a já jsem v politice 32 let. A závidím každému, komu se podaří ho dostat do svých služeb.“
V červnu 2013 média informovala o jeho vztahu s Kateřinou Zemanovou, dcerou prezidenta Miloše Zemana. S prezidentem Milošem Zemanem pojí Vladimíra Kruliše i osobní přátelství a tykají si. „S Milošem Zemanem si tykám a velmi si toho vážím, protože to nenabízí na potkání.“ vyjádřil se Kruliš v rozhovoru pro tn.cz v roce 2013. Sám prezident Zeman měl Vladimíra Kruliše zřejmě ve velké oblibě, v rozhovoru pro Blesk už v roce 2013 totiž uvedl: „Já znám Vladimíra Kruliše několik let. A nepoznal jsem v jeho generaci slušnějšího člověka, než je on.“
Vztah s Kateřinou Zemanovou však po několika měsících skončil, Kruliš důvody ovšem nechtěl komentovat. Uvedl jen: „Káťa je skvělá holka a přeju si, ať je šťastná. Bez ohledu na to, jestli jsem nebo nejsem součástí toho štěstí já.“
27. června 2018 se v Osvětimanech oženil s Dagmar Dítětovou. Na svatbu svého přítele přiletěl také prezident Miloš Zeman se svou manželkou Ivanou Zemanovou, a to vládním vrtulníkem. Podle prezidentova mluvčího Jiřího Ovčáčka se jednalo o „cvičný let“.. Na konci roku 2023 byl oznámen rozvod manželství. Podle Kruliše to bylo „po vzájemné dohodě, v klidu a bez hádek a výčitek“.

## Profesní a politická historie
V roce 2008 byl spoluzakladatelem reklamní agentury Studio reklamy (do konce roku 2010 i jejím jednatelem a ředitelem) sídlící ve zlínských filmových ateliérech, do jejíhož portfolia klientů patří např. také Film festival Zlín.[zdroj?]
Členem Strany Práv Občanů (SPOZ) byl od jejího založení v roce 2010, s Milošem Zeman jej seznámil a do politiky přivedl družstevník a pozdější senátor František Čuba, šéf legendárního JZD Slušovice.
Ve volbách do Poslanecké sněmovny PČR v roce 2010 kandidoval na 19. místě zlínské kandidátky SPOZ (strana se nakonec do Poslanecké sněmovny vůbec nedostala). Ve volbách do Zastupitelstva Zlínského kraje v roce 2012, kde nekandidoval, ale vedl kampaň pro Zlínský kraj, strana získala 7,21 procent a měla ve Zlínském kraji 4 zastupitele a dva radní (Lubomír Nečas a František Čuba). Františku Čubovi se však za seznámení s Milošem Zemanem odvděčil Kruliš ještě jednou a výrazně – když v roce 2014 jako šéf kampaně vedl ve Zlínském kraji za Stranu Práv Občanů Čubovu kandidaturu do Senátu. Zde ve druhém kole porazil František Čuba dlouholetou senátorku, 1. místopředsedkyni Senátu a místopředsedkyni ČSSD Alenu Gajdůškovou se ziskem 54,01 % a stal se tak na 6 let senátorem.
V roce 2011 stál Kruliš za organizací Petice za přímou volbu, která získala více než 100 000 podpisů občanů a díky níž (za velké mediální pozornosti) se podařilo vyvinout na zákonodárce dostatečný tlak pro přijetí zákona o přímé volbě prezidenta. Kruliš s týmem studentů projel celou Českou republiku, navštívili všechna krajská i okresní města a na ulicích organizovali petiční kampaň. Tím byly dveře pro přípravu kandidatury Miloše Zemana otevřené.
Kruliš na jaře 2012 organizoval a jako manažer vedl petiční kampaň za kandidaturu Miloše Zemana, která přinesla více než 105 000 podpisů – Miloš Zeman tak pro svou kandidaturu měl nejvíce podpisů ze všech kandidátů. Jako šéf Zemanovy pozdější prezidentské kampaně na nejvyšší post v zemi prokázal mimořádné organizační a marketingové schopnosti a výrazně se tak podílel na zvolení Miloše Zemana prezidentem České republiky.
Na sjezdu SPOZ v Praze v březnu 2013 byl zvolen místopředsedou strany. Funkci zastával do března 2014.
Kruliš byl za SPOZ hlavním organizátorem Petice za zákon o prokázání původu příjmů a majetku, kdy v létě 2013 s týmem studentů objeli krajská a okresní města celé České republiky (navštívili více než 150 měst) s cílem získat nejméně 100 000 podpisů občanů ČR.[ve zdroji nenalezeno] Konečné číslo znamenalo 150 479 podpisů občanů ČR, což petici řadí mezi několik největších v dějinách České republiky. Petice byla v únoru 2014 předána Petičnímu výboru Poslanecké sněmovny Parlamentu České republiky k projednání které se uskutečnilo 25. února 2014. Tam Kruliš petici osobně hájil a upozorňoval na koaliční smlouvu tehdejší vlády, kde byl tento zákon zmíněn.[zdroj?]
V červnu 2014 přijal nabídku pracovat pro prezidenta Miloše Zemana v Odboru protokolu Kanceláře prezidenta republiky. Byl zástupcem ředitele Odboru protokolu Kanceláře prezidenta republiky a vedoucím Oddělení vnitrostátních cest, od 1. února 2018 byl pak jmenován ředitelem celého Odboru protokolu.
V dubnu 2016 obdržel Medaili II. stupně za zásluhy od Českého svazu bojovníků za svobodu. Krajský výbor Strany Práv Občanů ve Zlínském kraji jej zvolil 25. července 2016 jako lídra kandidátky SPO pro volby do Zastupitelstva Zlínského kraje, které se konaly 7.–8. října 2016.
Na přelomu let 2022 a 2023 zanikla celá strana SPOZ, tím pádem přestal být jejím členem a stal se z něj nestraník.
Ke konci ledna 2023 podal dle Deníku N na funkci ředitele Odboru protokolu Kanceláře prezidenta republiky výpověď s dvouměsíční výpovědní dobou. Svou výpověď okomentoval: „Nastupující prezident republiky má právo vybrat si svůj tým, tuto pozici chce obsadit sám, považuji tedy tento přístup za samozřejmý.“ Od 3. dubna 2023 nastoupil do České národní banky do sekce kancelář, kde zodpovídal především za koordinaci akcí a činností protokolárního charakteru, od 1. října 2023 byl jmenován ředitelem sekce kancelář.

## Nehoda v policejním voze
V pondělí 29. května 2017 havaroval Vladimír Kruliš v policejním sportovním voze BMW i8. Podle tvrzení policie řídil její příslušník, který kvůli mozkové příhodě během jízdy zkolaboval. K nehodě došlo v brněnské části Chrlice na Zámecké ulici směrem na dálnici D2 kolem 10 hodin večer. Po nehodě byli Kruliš s těžce zraněnou páteří (kompresní fraktura obratle) i těžce zraněný policista odvezeni do nemocnice. Při nehodě auto spadlo do rokle potoka.
Podle policie došlo k nehodě během prezentace techniky integrovaného záchranného systému. Jízdu povolil ředitel jihomoravské policie Leoš Tržil, který později upřesnil, že jízdu povolil s podmínkou, že se uskuteční až po ukončení oficiální části programu. V policejních vozech mohou být přepravováni pouze příslušníci Policie, zaměstnanci resortu nebo osoby, jejichž přeprava souvisí s plněním služebních či pracovních úkolů (Kruliš je civilním zaměstnancem, který však vzhledem ke své funkci s Policií České republiky úzce spolupracuje). Nehodu a zničený vůz vyšetřovala Generální inspekce bezpečnostních sborů, podle které nedošlo ke spáchání trestného činu ani přestupku.
Sportovní plug-in hybridní vůz BMW i8 v hodnotě 4 mil. Kč získala Policie ČR v květnu 2017 na půlroční testování a měl sloužit především na rychlostních komunikacích. Jako náhradu za zničený vůz převzala Policie ČR nový vůz BMW i8.